# Luis Quijanes
Luis Quijanes (San Felipe, 17 de octubre de 1986) es un exfutbolista chileno que jugaba como defensa.

## Biografía
Se inició como jugador de fútbol en los cadetes del club Unión San Felipe donde militó hasta que fue fichado el 2012 por Lota Schwager
En la temporada 2009 con el entrenador Roberto Mariani participó en el ascenso a la primera división jugando varios encuentros, uno de ellos el último partido contra San Marcos (triunfo por 5:1).
También jugó algunos partidos en la Copa Chile 2009 e incluso pateo un penal contra Colo-Colo.
En la temporada 2010 con el entrenador Ivo Basay no tuvo mucha participación como titular y a veces ni siquiera era convocado.
A principios del Torneo de Apertura 2011 sufrió una fuerte lesión dejándolo fuera por el resto del campeonato.
En el  Torneo de Clausura 2011 el club perdió a su entrenador Nelson Cossio, asumiendo en un corto interinato Daniel Chazarreta quien era el gerente técnico del club. Finalmente asumió en la banca del Uní-Uní Víctor Hugo Marchesini y luego cuando el club tubo que jugar la Liguilla de Promoción volvió Nelson Cossio para salvar al club del descenso a Primera B.
En el torneo del 2012 no tuvo continuidad en el primer equipo por lo que fue enviado al filial del equipo Unión San Felipe "B" con el cual obtuvo el campeonato de Segunda División de Chile 2012.
Después del campeonato el jugador fue fichado por el Club de Deportes Lota Schwager para defender sus filas en el campeonato de Primera B 2013.

## Clubes
| Club             | País  | Año         |
| ---------------- | ----- | ----------- |
| Unión San Felipe | Chile | 2007 - 2012 |
| Lota Schwager    | Chile | 2013        |

## Palmarés

### Campeonatos nacionales
| Título             | Club                 | País  | Año  |
| ------------------ | -------------------- | ----- | ---- |
| Torneo de Apertura | Unión San Felipe     | Chile | 2009 |
| Primera B          | Unión San Felipe     | Chile | 2009 |
| Copa Chile         | Unión San Felipe     | Chile | 2009 |
| Segunda División   | Unión San Felipe "B" | Chile | 2012 |

- Datos: Q5984210